# Club Atlético River Plate 1993-1994
Questa voce raccoglie le informazioni riguardanti il Club Atlético River Plate nelle competizioni ufficiali della stagione 1993-1994.

## Stagione
Ultima stagione per Passarella, che verrà chiamato alla guida della Nazionale di calcio argentina. La squadra si laurea campione del torneo di Apertura con un punto di vantaggio sui secondi classificati del Vélez Sarsfield. Il campionato inizia a rilento, con due pareggi e una sconfitta nelle prime tre giornate; il titolo viene conquistato all'ultimo incontro, con il pareggio per 1-1 con l'Argentinos Juniors e il contemporaneo pareggio del Vélez con il Banfield. Il Clausura termina con il quinto posto in classifica, a 5 punti dall'Independiente, campione del torneo.

## Maglie e sponsor
Lo sponsor tecnico per la stagione 1993-1994 è Adidas, mentre lo sponsor ufficiale è Sanyo.
| Casa | Trasferta |

## Rosa
| N. |                      | Ruolo | Calciatore         |
| -- | -------------------- | ----- | ------------------ |
|    | Argentina (bandiera) | P     | Leonardo Aguirre   |
|    | Argentina (bandiera) | P     | Sergio Goycochea   |
|    | Argentina (bandiera) | P     | Javier Sodero      |
|    | Argentina (bandiera) | D     | Ricardo Altamirano |
|    | Argentina (bandiera) | D     | Roberto Ayala      |
|    | Uruguay (bandiera)   | D     | Alfonso Domínguez  |
|    | Argentina (bandiera) | D     | Fernando Gamboa    |
|    | Argentina (bandiera) | D     | Pablo Lavallén     |
|    | Argentina (bandiera) | D     | Gustavo Lombardi   |
|    | Argentina (bandiera) | D     | Guillermo Rivarola |
|    | Argentina (bandiera) | D     | Claudio Rojas      |
|    | Argentina (bandiera) | C     | Leonardo Astrada   |
|    | Argentina (bandiera) | C     | Matías Almeyda     |
|    | Argentina (bandiera) | C     | Sergio Berti       |
|    | Uruguay (bandiera)   | C     | Gabriel Cedrés     |
|    | Argentina (bandiera) | C     | Enrique Corti      |

| N. |                      | Ruolo | Calciatore           |
| -- | -------------------- | ----- | -------------------- |
|    | Argentina (bandiera) | C     | Hernán Díaz          |
|    | Argentina (bandiera) | C     | Daniel Dobrik        |
|    | Argentina (bandiera) | C     | Marcelo Gallardo     |
|    | Argentina (bandiera) | C     | Ariel Ortega         |
|    | Argentina (bandiera) | C     | Hernán Raciti        |
|    | Argentina (bandiera) | C     | Julio César Toresani |
|    | Argentina (bandiera) | C     | José Villarreal      |
|    | Argentina (bandiera) | C     | Leonardo Vujacich    |
|    | Argentina (bandiera) | C     | Gustavo Zapata       |
|    | Argentina (bandiera) | A     | José Albornoz        |
|    | Argentina (bandiera) | A     | Gabriel Omar Amato   |
|    | Argentina (bandiera) | A     | Hernán Crespo        |
|    | Argentina (bandiera) | A     | Ramón Medina Bello   |
|    | Argentina (bandiera) | A     | Martín Ojeda         |
|    | Argentina (bandiera) | A     | Walter Silvani       |
|    | Argentina (bandiera) | A     | Facundo Villalba     |

## Statistiche

### Statistiche di squadra
| Competizione          | Punti | Totale | Totale | Totale | Totale | Totale | Totale | DR  |
| Competizione          | Punti | G      | V      | N      | P      | Gf     | Gs     | DR  |
| --------------------- | ----- | ------ | ------ | ------ | ------ | ------ | ------ | --- |
| Campionato - Apertura | 24    | 19     | 9      | 6      | 4      | 29     | 17     | +12 |
| Campionato - Clausura | 21    | 19     | 7      | 7      | 5      | 24     | 14     | +10 |
| Totale                | -     |        |        |        |        |        |        | -   |